# Harmadik fél (film)
A Harmadik fél (eredeti cím: Third Person) 2013-ban bemutatott brit-német-amerikai romantikus dráma, melyet Paul Haggis írt és rendezett. A főszereplők Liam Neeson, Mila Kunis, Adrien Brody. A film premierje a 2013-as Torontói filmfesztiválon volt.

## Rövid történet
A film három, különböző helyszíneken – Párizs, New York és Róma, illetve Taranto – játszódó, de egymással mégis összekapcsolódó szerelmi történetet mesél el.

## Szereplők
| Színész          | Szereplő      | Magyar hang        |
| ---------------- | ------------- | ------------------ |
| Liam Neeson      | Michael Leary | Csernák János      |
| James Franco     | Richard Weiss | Dévai Balázs       |
| Adrien Brody     | Scott Lowry   | Horváth Illés      |
| Maria Bello      | Theresa Lowry | Bertalan Ágnes     |
| Mila Kunis       | Julia Weiss   | Pikali Gerda       |
| Olivia Wilde     | Anna Barr     | Pálmai Anna        |
| Kim Basinger     | Elaine Leary  | Pápai Erika        |
| Caroline Goodall | Dr. Gertner   | Menszátor Magdolna |
| Moran Atias      | Monika        | Eke Angéla         |
| David Harewood   | Jake Long     | Sarádi Zsolt       |